# Panorpa rufescens
Panorpa rufescens är en näbbsländeart som beskrevs av Jules Pièrre Rambur 1842. Panorpa rufescens ingår i släktet Panorpa och familjen skorpionsländor. Inga underarter finns listade i Catalogue of Life.